# ليه بورنس
ليه بورنس (بالإنجليزية: Les Burns)‏ هو لاعب كرة قدم أسترالية أسترالي، ولد في 23 فبراير 1920، وتوفي في 21 يونيو 2015.

## وصلات خارجية
- ليه بورنس على موقع AustralianFootball.com (الإنجليزية)
- ليه بورنس على موقع AFLtables.com (الإنجليزية)